# Bahnhof Berlin Wuhlheide
Der Bahnhof Wuhlheide ist ein Haltepunkt der S-Bahn Berlin an der Niederschlesisch-Märkischen Eisenbahn (Bahnstrecke Berlin–Frankfurt (Oder)). Er wird von der Linie S3 bedient und befindet sich an der Kreuzung der Bahn mit dem Berliner Außenring an der Rudolf-Rühl-Allee im Ortsteil Köpenick. Südlich der Station liegt ein Bahnhof der Berliner Parkeisenbahn, die das Areal des Freizeit- und Erholungszentrums (FEZ) erschließt. Der Bahnhof ist nicht zu verwechseln mit dem inzwischen abgebrochenen Rangierbahnhof Wuhlheide am Außenring.

## Geschichte

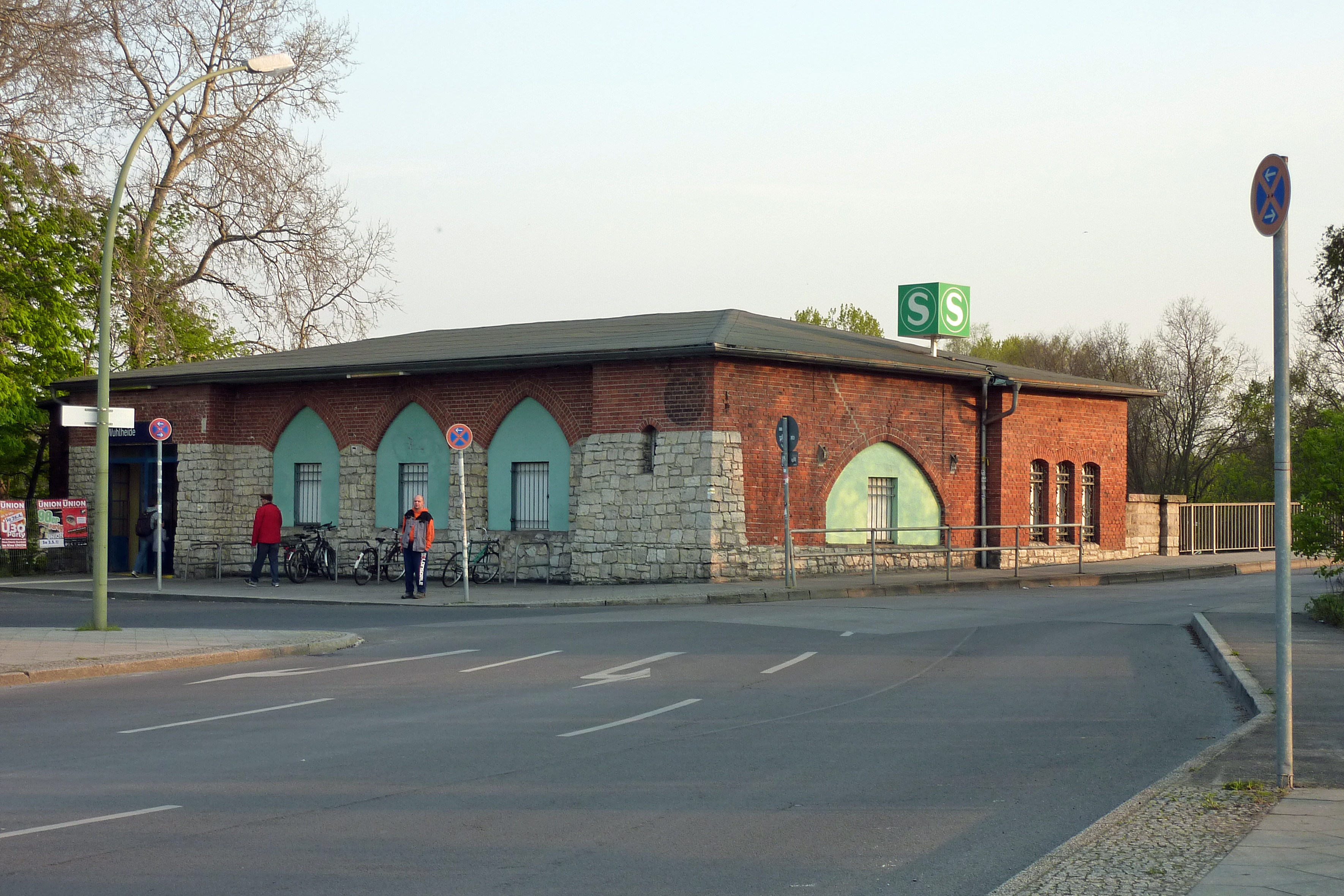
Eingangsgebäude an der Rudolf-Rühl-Allee

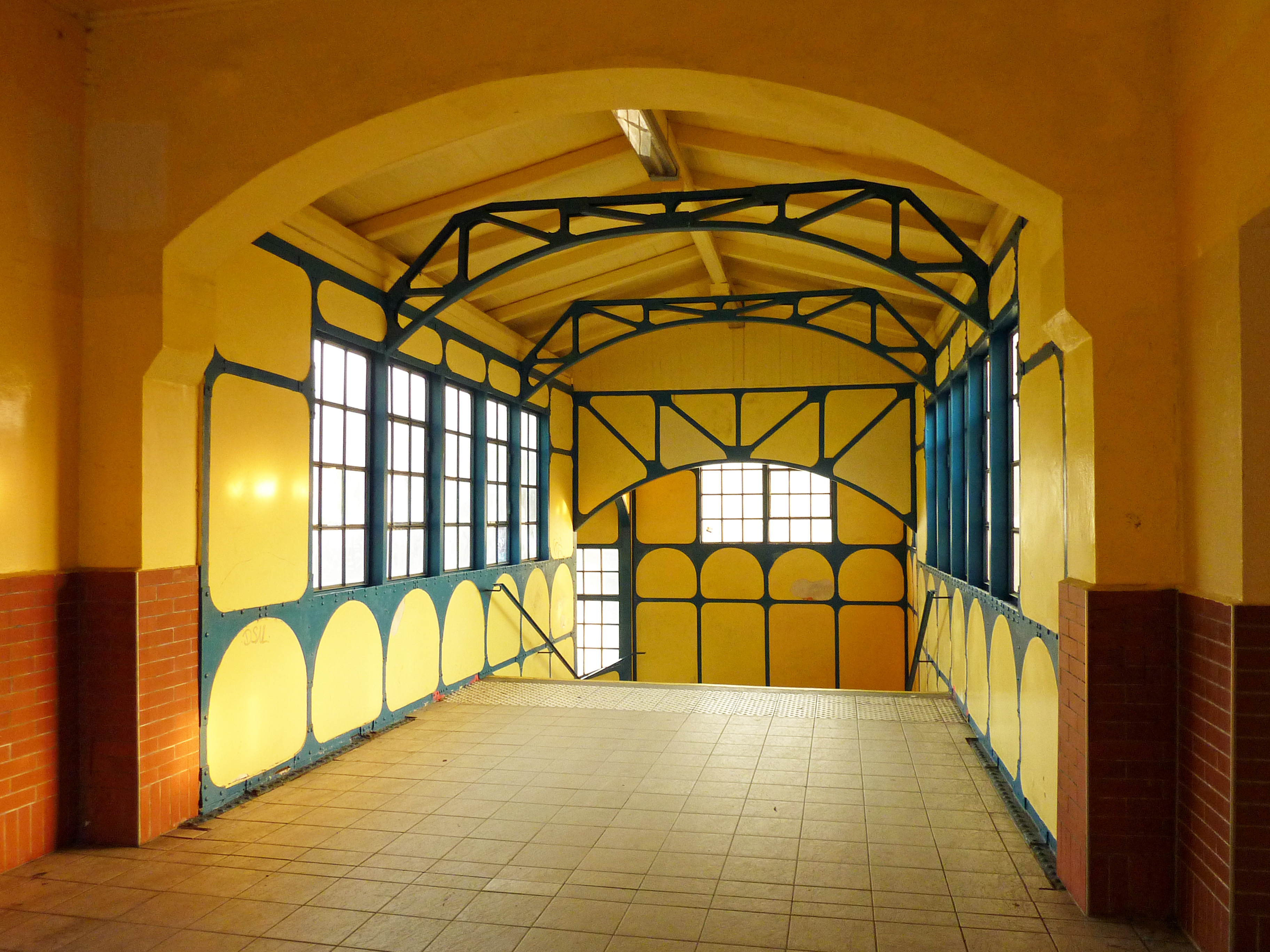
Übergang von der Bahnhofs-
halle zur Bahnsteigtreppe

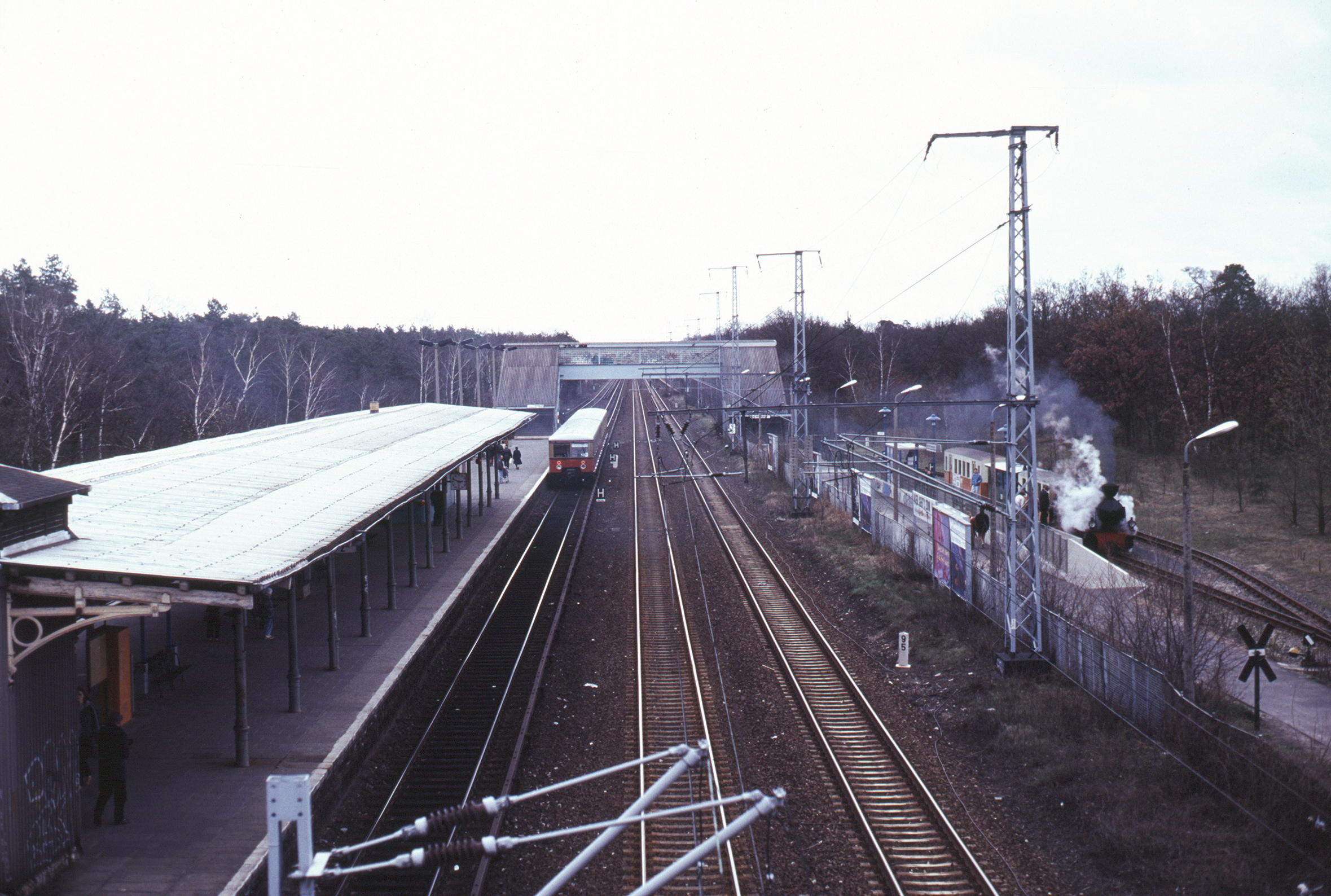
S-Bahnsteig und Bahnhof der Parkeisenbahn, dazwischen die Fernbahngleise, 1995

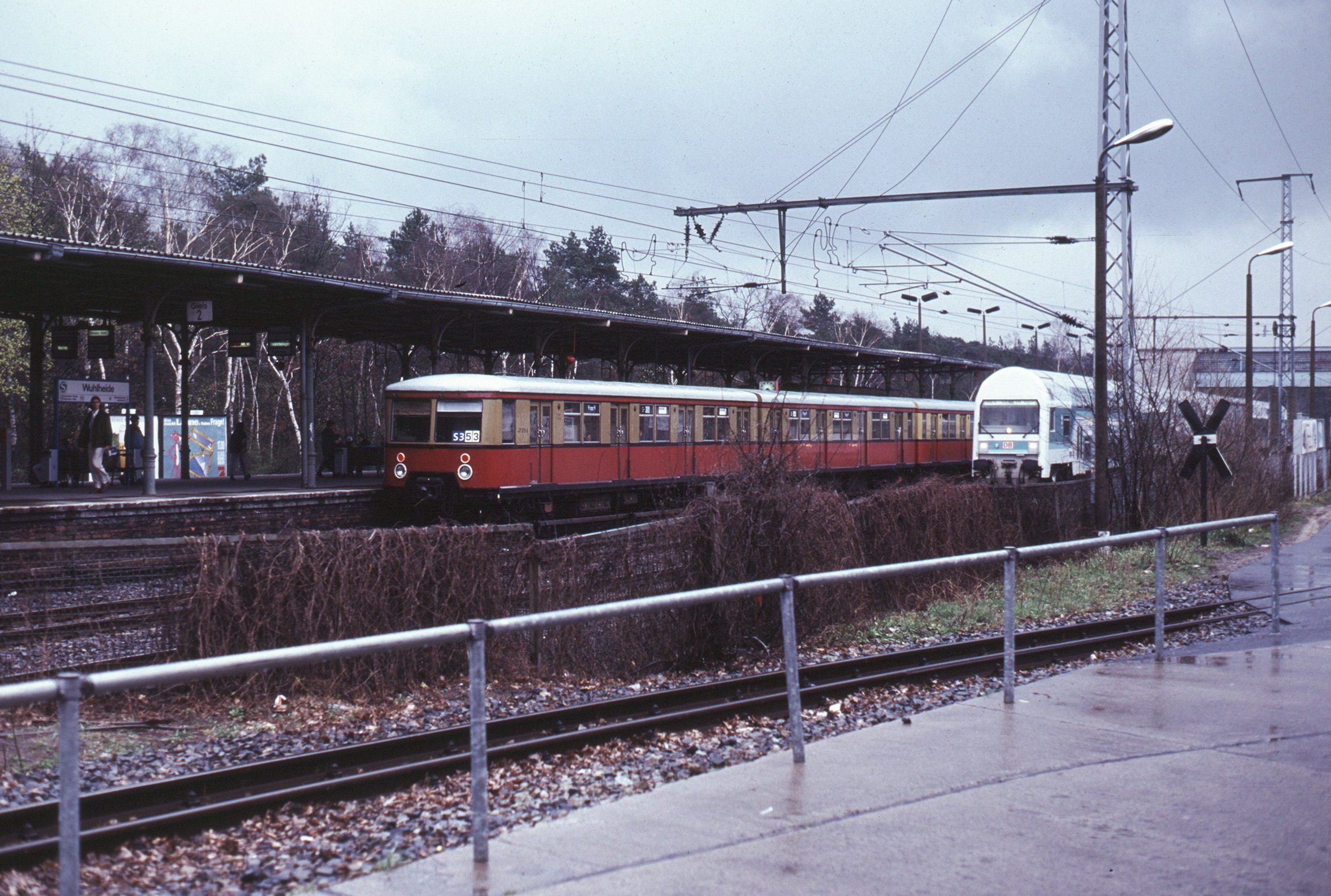
Am Bahnsteig des S-Bahnhofs ein Zug der Baureihe 277, im Vordergrund das Gleis der Parkeisenbahn, 1995

Im Winter 1877/1878 wurde die Station als Haltepunkt Sadowa am Kreuzungspunkt mit mehreren Waldwegen und -straßen eröffnet. Sie erhielt ihren Namen nach der gleichnamigen Ausflugsgaststätte, die südlich an der Mündung der Wuhle in die Spree lag und nach dem böhmischen Ort Sadowa, dem Hauptschauplatz der Schlacht bei Königgrätz im Preußisch-Österreichischen Krieg von 1866, benannt worden war. Das Empfangsgebäude wurde in den 1890er Jahren gebaut. Architekt war Fritz Klingholz. 1902 erhielt die Strecke ein eigenes Gleispaar für Vorortzüge. Im Zuge des Ausbaus wurde der Bahnhof ebenfalls erweitert und erhielt das berlintypische Bahnsteigdach und einen verglasten sogenannten „Gewächshausgang“. 1929 erfolgte die Umbenennung des Bahnhofs in Wuhlheide nach dem gleichnamigen Waldgebiet, das sich um den Bahnhof erstreckt.
Um 1940 wurde unmittelbar westlich des S-Bahnhofs der Berliner Güteraußenring angelegt, der die Hauptbahn über ein Brückenbauwerk kreuzt. Nach Kriegsende wurde die Strecke zunächst abgetragen, aber zwei Jahre später wieder aufgebaut. Ab Juli 1948 wurden Dieseltriebwagen im Vorortverkehr eingesetzt, die von Kaulsdorf kommend über die sogenannte VnK-Strecke und den Güteraußenring bis nach Grünau fuhren. Am Kreuz mit der Niederschlesisch-Märkischen Bahn wurde für den Umstieg ein Haltepunkt eingerichtet, ein direkter Übergang wurde zwischen beiden Bahnsteigen, oben und unten, allerdings nicht eingerichtet. Da die Strecke durch wenig besiedeltes Gebiet führte, wurde der Verkehr bereits nach knapp einem Jahr eingestellt. Der Bahnsteig am Außenring wurde später abgetragen. Ab 1951 wurde der Güteraußenring durch den Berliner Außenring ersetzt, der in diesem Bereich einen ähnlichen, teilweise identischen Verlauf nimmt.
Eine Stichstrecke der Berliner Parkeisenbahn, die seit 1956 als Pioniereisenbahn auf einem Rundkurs durch den damaligen Pionierpark Ernst Thälmann führte, wurde 1993 zum S-Bahnhof errichtet und endet südlich des S-Bahnhofs an einem Bahnsteig mit Umsetzmöglichkeit. Damit hat sie einen besseren Anschluss an den öffentlichen Nahverkehr erhalten.
Im Juli 2011 wurde am westlichen Bahnsteigende ein Aufzug in Betrieb genommen, somit ist der Bahnhof barrierefrei zugänglich.
Seit Ende 2015 wird der S-Bahnhof durch ein elektronisches Stellwerk gesteuert, das mit dem elektronischen Zugbeeinflussungssystem ZBS ausgerüstet wurde. Gleichzeitig wurde ein Gleiswechsel östlich des Bahnsteigs in Betrieb genommen.

## Anbindung
Der Bahnhof wird von der Linie S3 der Berliner S-Bahn bedient. Vor dem nordwestlichen Ausgang besteht eine Umsteigemöglichkeit zur Omnibuslinie 190 der BVG.
Neben dem S-Bahnhof liegt der Bahnhof Wuhlheide Parkeisenbahn, der über eine Brücke direkt vom südwestlichen Bahnsteigende aus erreicht werden kann.
| Linie | Verlauf |
| ----- | --- |
|       | Spandau – Stresow – Pichelsberg – Olympiastadion – Heerstraße – Messe Süd – Westkreuz – Charlottenburg – Savignyplatz – Zoologischer Garten – Tiergarten – Bellevue – Hauptbahnhof – Friedrichstraße – Hackescher Markt – Alexanderplatz – Jannowitzbrücke – Ostbahnhof – Warschauer Straße – Ostkreuz – Rummelsburg – Betriebsbahnhof Rummelsburg – Karlshorst – Wuhlheide – Köpenick – Hirschgarten – Friedrichshagen – Rahnsdorf – Wilhelmshagen – Erkner |